# Witold Jabłoński (sinolog)
Witold Andrzej Jabłoński (ur. 10 stycznia 1901 w Pniewie, pow. Łomża, zm. 23 lipca 1957 w Pekinie) – sinolog polski, historyk kultury i religioznawca, profesor Uniwersytetu Warszawskiego.

## Życiorys
Urodził się w rodzinie Józefa (ziemianina i publicysty) i Marii z Wosińskich. Kształcił się w gimnazjum Emiliana Konopczyńskiego w Warszawie (do 1919), następnie podjął studia filologiczne na UW. W latach 1920–1921 służył ochotniczo w Wojsku Polskim, w 1921 działał w Polskim Komitecie Plebiscytowym na Górnym Śląsku. Po powrocie na uczelnię ukończył studia w 1924. Uzupełniał jeszcze wykształcenie w dziedzinie orientalistyki we Francji (uniwersytet w Paryżu, Ecole des Hautes Etudes Chinoises, École Nationale des Langues Orientales Vivantes, College de France, 1924–1930). W 1927 uzyskał na Uniwersytecie Paryskim stopień licencié des lèttres. W latach 1930–1932 był doradcą w Komisji Ligi Narodów dla reformy oświaty w Chinach. W latach 1931–1932 wykładał język i historię literatury francuskiej na Uniwersytecie Tsinghua w Pekinie. W 1932 odbył podróż po centralnych i zachodnich Chinach. W 1933 obronił na UW doktorat na podstawie pracy Le sentiment personnel et le conformisme dans le Li Ki i został lektorem języka chińskiego na Uniwersytecie Jagiellońskim; był jednocześnie starszym asystentem w Seminarium Orientalistycznym Uniwersytetu Warszawskiego, a po habilitacji (1935, na podstawie pracy Les „siao-ha(i-eu)l-yu” de Pekin. Un essai sur la poèsie populaire en Chine) docentem tego Seminarium. W kolejnych latach prowadził z przerwami wykłady z sinologii na UW, jako asystent / adiunkt założyciela Zakładu Sinologii, prof. Jana G. Jaworskiego; odbył także m.in. podróż naukową do Anglii, Japonii, Korei i USA (1936–1937), głosił wykłady z językoznawstwa porównawczego na Uniwersytecie Yanjing (Yenching) w Pekinie (1937–1938).
W 1936 został wybrany na członka korespondenta Towarzystwa Naukowego Warszawskiego (1951 członek zwyczajny), od 1934 brał udział w pracach Komisji Orientalistycznej PAU. Był również członkiem Societe Asiatique w Paryżu (1930), Polskiego Towarzystwa Orientalistycznego (1933), American Oriental Society (1935).
Po II wojnie światowej był radcą ambasady RP w Nankinie (1945–1947). W 1947 został kierownikiem Katedry Sinologii UW, rok później profesorem nadzwyczajnym, w 1952 dyrektorem Instytutu Orientalistycznego; pełnił funkcję dziekana Wydziału Humanistycznego (1950/1951) i Wydziału Filozoficznego (1951/1952). Kierował również Działem Dalekiego Wschodu w Studium Zagadnień i Języków Wschodnich (1948–1950) oraz Pracownią Dalekiego Wschodu w Zakładzie Orientalistyki PAN (od 1956). Jego pierwszym uczniem po wojnie był Stanisław Kuczera, polski sinolog zamieszkały od lat 60. w Moskwie. Odbył trzy podróże do Chin (1953, 1955, 1957), w czasie ostatniej z nich zmarł w Pekinie (przy biurku, podczas pracy).
Brał udział w Międzynarodowych Kongresach Orientalistycznych w Paryżu (1948) i Cambridge (1954). W 1955 został uhonorowany zespołową Nagrodą Państwową III stopnia za opracowanie i przekład dzieła Czuang-tsy.

Dokonał szczegółowej analizy tekstów 177 pekińskich piosenek ulicznych, szczególnie pod kątem wersyfikacji, słownictwa i tematyki (praca habilitacyjna Les "siao-ha (i-eu) l-yu" de Pekin), analizował również Pięcioksiąg konfucjański; badał stosunek etyki i etykiety w konfucjanizmie. Wydał pierwsze europejskie najpełniejsze przekłady klasycznej literatury i myśli chińskiego taoizmu Czuang-tsy. Prawdziwa księga południowego kwiatu (1953, wspólnie ze swoimi współpracownikami Januszem Chmielewskim i Olgierdem Wojtasiewiczem; praca ta przyniosła im nagrodę państwową); był również autorem przekładu Niezrównany pan Czao Tsy-jüe autorstwa Lao She (1948) oraz Pieśni z Cz’u Qu Yuana (z J. Chmielewskim i O. Wojtasiewiczem, wyd. pośmiertne 1958), a także projektodawcą, redaktorem i współautorem (wraz z wyżej wymienionymi) przekładów zawartych w Antologii literatury chińskiej (1952) – wydana samodzielnie praca Z dziejów literatury chińskiej (1956) jest uzupełnieniem tej antologii. W pracy Polska transkrypcja pisma chińskiego (1934) przedstawił obowiązujące przez kolejne kilkadziesiąt lat zasady tej transkrypcji. W 1956 zainicjował opracowanie słownika polsko-chińskiego (praca nigdy nie dokończona). Interesował się chińskim odbiorem twórczości Mickiewicza.

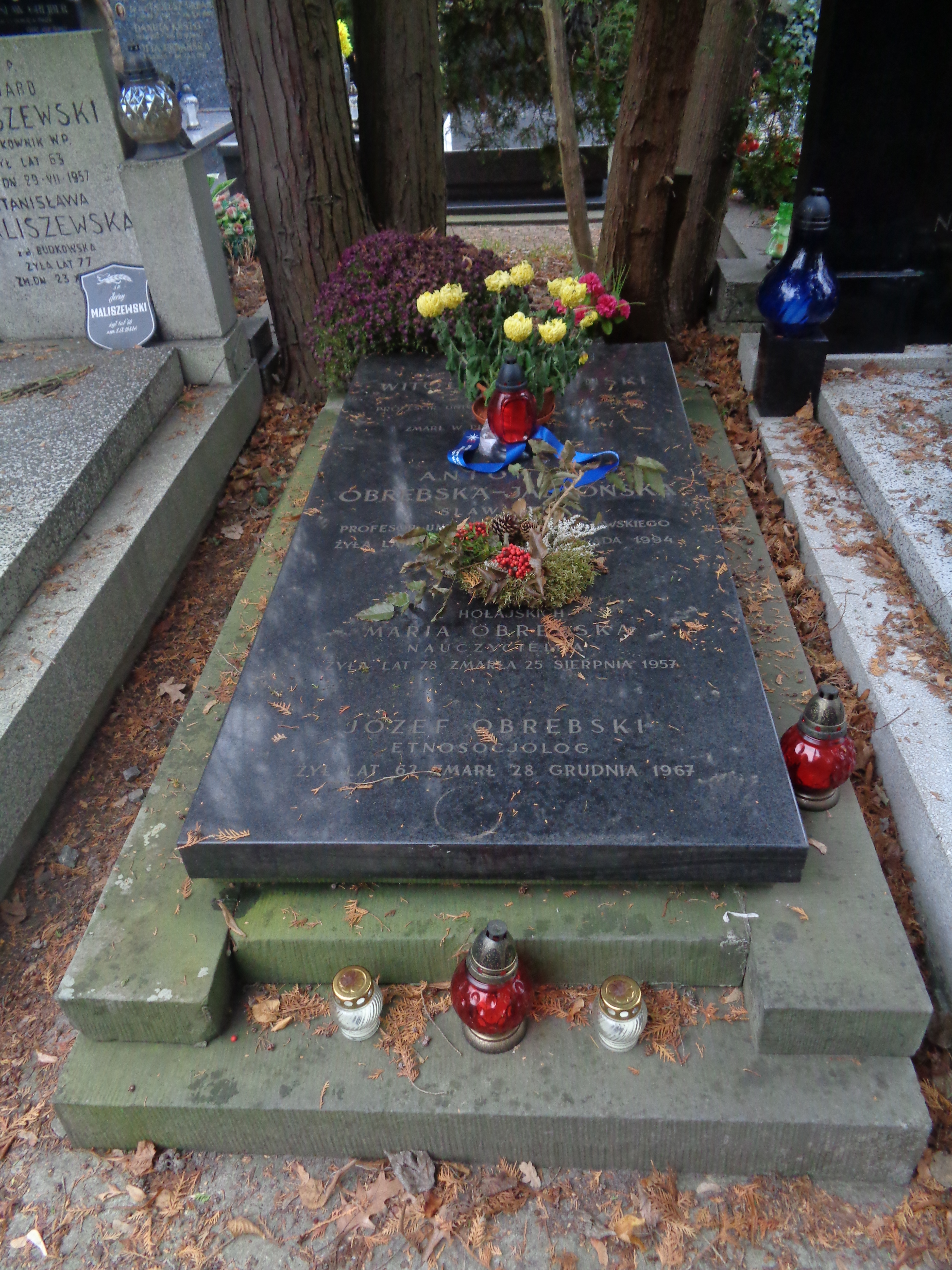
Grób Witolda Jabłońskiego i Antoniny Obrębskiej-Jabłońskiej na cmentarzu Wojskowym na Powązkach

Był mężem Antoniny z Obrębskich (1901–1994), profesor nauk humanistycznych, polonistki i slawistki.
Został pochowany na cmentarzu Wojskowym na Powązkach (kwatera A29-5-11).

## Publikacje
- Chiński drzeworyt ludowy (1933)
- Kilka uwag o organizacji nauki w Chinach (1933)
- Rozwój i drogi dziejopisarstwa chińskiego (1935)
- Chiński pluralizm ustrojowy (1937)
- Religia Japonii, [w:] Religie Wschodu (1938)
- Religie Chin, [w:] Religie Wschodu (1938)
- Geneza chińskiej bibliografii a rodzaje literackie (1950)
- Kaligrafia chińska (1951)
- Stanowisko kobiety u progu okresu feudalnego według Tso-Czuanu (1953)
- Z dziejów literatury chińskiej (1956)

## Ordery i odznaczenia
- Krzyż Komandorski Orderu Odrodzenia Polski
- Krzyż Kawalerski Orderu Odrodzenia Polski (22 lipca 1951)[4]
- Medal 10-lecia Polski Ludowej (19 stycznia 1955)[5]